# Saint-Paulin
Saint-Paulin è un comune del Canada, situato nella provincia del Québec, nella regione di Mauricie.